# Orc Software
Orc Software, grundat 1987, var en global leverantör av teknologi för avancerad handel, market making och mäkleri av värdepapper. Företaget fanns representerat (i början av 2007) i Europa, Nordamerika, Asien och Australien med sammanlagt 14 kontor. Dessa kontor fanns i städerna Chicago, New York, Toronto, London, Stockholm, Frankfurt, Milano, Wien, Zürich, St Petersburg, Moskva, Tokyo, Hongkong och Sydney. De drygt 600 kunderna (i början av 2007) omfattade ledande investmentbanker, trading- och market making-firmor, börser, mäklarhus, institutionella investerare, hedgefonder och mjukvarubolag.  

## Historia
Orc Software grundades 1987 av Nils Nilsson, Patrik Alfvegren och Ulrika Hagdahl. Börsnoterades i oktober 2000 under symbolen ORC. I februari 2006 köptes australienska företaget Cameron Systems. Efter att tilläggsköpeskillingen betalats i september stod det klart att uppköpet kostade 245 miljoner kronor, varav 169 miljoner kronor initialt. Den 25 januari 2010 presenterade Orc Software ett uppköpsbud värt nästan 1,3 miljarder kronor på NeoNet, där NeoNets aktieägare fick 0,125 Orc-aktier per 1 NeoNet-aktie. NeoNet ingick i Orc från och med 1 april 2010. Bolaget döpte därefter om sig från Orc Software till Orc Group.
I december 2011 lade Cidron Delfi, kontrollerat av Nordic Captial, fram ett uppköpsbud på Orc, där Orc:s aktieägare skulle få 86 kronor per aktie vilket värderade bolaget till drygt 2,0 miljarder kronor. Affären gick igenom och Orc avnoterades från Stockholmsbörsen, där sista handelsdagen blev 9 mars 2012.
I Januari 2015 meddelade Tbricks AB att de gått med på ett uppköpsbud från Orc Group AB's ägare Cidron Delfi . Genom sammanslagningen kunde Orc Group inkorporera Tbricks handelslösningar. 
2016 bildades Itiviti genom sammanslagningen av Orc Group och CameronTec Group . 

### Ekonomisk resultatutveckling
Bolagets årsomsättning och vinst efter skatt (2000-2010), samt income after net financial items (1995-1999), MSEK:
- 2010: 976,7 / 44,3 [1]
- 2009: 704,9 / 150,4 [1]
- 2008: 564,2 / 64,7
- 2007: 528,6 / 101,3[7]
- 2006: 417,9 / 50,9[7]
- 2005: 278,1 / 20,5[7]
- 2004: 247,5 / 21,3[7]
- 2003: 249,1 / 55,6[7]
- 2002: 275,3 / 87,2[7]
- 2001: 209,7 / 65,1[7]
- 2000: 131,3 / 40,7[7]
- 1999: 84 / 32[8]
- 1998: 41 / 16[8]
- 1997: 29 / 11[8]
- 1996: 19 / 8[8]
- 1995: 15 / 5[8]

## Produkter

### Orc Trader
- Ett program som används av derivathandlare för främst optionshandel och s.k. market making. Orc Trader är Orcs äldsta produkt och började säljas i mitten av 1980-talet.

- Systemmässigt körs serverdelen på Solaris eller Linux och klientdelen på Mac OS eller Windows. Informix används som databasmotor.

- En av Orcs styrkor gentemot många konkurrenter är det stora antalet inbyggda marknadskopplingar, mer än 100 stycken (2008)

### Liquidator
- Ett program som används för algoritmisk handel, bland annat arbitrage. Liquidator lanserades runt 2005.

- Bygger på automatisk handel genom olika strategier, som skapas med det inbyggda programspråket BLL eller Java.

- Liquidator körs som en separat serverprocess inom en existerande Orcinfrastruktur. Liquidatorklienten är integrerad i Orc Trader.